# Banco de Moçambique
O Banco de Moçambique (abreviadamente BM) é o banco central da República de Moçambique. De acordo com a Lei nº 1/92 de 3 de Janeiro (Lei Orgânica do BM) desempenha as funções de (a) banco do estado, (b) conselheiro do governo no domínio financeiro, (c) orientador e controlador das políticas monetária e cambial, (d) gestor das disponibilidades externas do País, (e) intermediário nas relações monetérias internacionais e, (f) supervisor das instituições financeiras que operam no território nacional.

## Historia
Foi fundado em 17 Maio de 1975, na sequência dos Acordos de Lusaka assinados entre o Governo Português (representando a potência colonial) e a Frente de Libertação de Moçambique em 7 de Setembro de 1974. O património do BNU (Banco Nacional Ultramarino) em Moçambique reverteu integralmente para o BM. Inicialmente além de banco central possuía funções comerciais, as quais cessaram em 1992 com a criação do então BCM (Banco Comercial de Moçambique). A história e a evolução do Banco está indelevelmente ligada à evolução do país e das suas políticas económicas e sociais, particularmente na 1ª década após a Independência.
Uma das grandes tarefas do BM foi a substituição, em 16 de Junho de 1980, da moeda colonial (o escudo) pelo metical, uma operação que foi levada a cabo com grande sucesso e em curto espaço de tempo.
O Banco de Moçambique tem a sua sede em Maputo, capital de Moçambique, e delegações nas capitais provinciais. Em 3 de Julho de 2017 foi inaugurado o novo complexo de edifícios na sede do banco, alargando substancialmente o espaço até então limitado ao edifício da era colonial. O complexo consiste em três edifícios: uma Torre de Escritórios com 29 andares, um Silo Automóvel com 19 andares e um Polo Técnico com seis andares.
É dirigido por um Governador (actualmente Rogério Zandamela), coadjuvado por um vice-governador, que chefia o Conselho de Administração, nomeados pelo Presidente da República.

## Lista dos governadores
| Ordem | Nome              | Mandato    |
| ----- | ----------------- | ---------- |
| 1     | Alberto Cassimo   | 1975–1978  |
| 2     | Sérgio Vieira     | 1978–1981  |
| 3     | Prakash Ratilal   | 1981–1986  |
| 4     | Eneas Comiche     | 1986–1991  |
| 5     | Adriano Maleiane  | 1991–2006  |
| 6     | Ernesto Gove      | 2006–2016  |
| 7     | Rogério Zandamela | Desde 2016 |